# Augochlora caerulescens
Augochlora caerulescens är en biart som beskrevs av Heinrich Friese 1921. Augochlora caerulescens ingår i släktet Augochlora och familjen vägbin. Inga underarter finns listade.